# Поліщук Валентин Михайлович
Поліщук Валентин Михайлович (*25 жовтня 1940, с. Харалуг Соснівського (тепер – Корецького району Рівненської області) – народний умілець, краєзнавець, почесний донор СРСР і України.

## Біографія
Народився Валентин Михайлович Поліщук 25 жовтня 1940 року у с. Харалуг Соснівського (тепер – Корецького) району Рівненської області в українській православній родині.
У 1965 році закінчив Львівські міжобласні курси дезінструкторів.
Незмінно очолював Любешівський районний комітет Товариства Червоного Хреста України протягом 35 років (у 1966–2001 роках), що є рекордом Волині. За сумлінну багаторічну працю двічі (у 1987 і 1998 роках) нагороджений вищою нагородою Товариства Червоного Хреста Української РСР, України – Почесною відзнакою та ювілейною медаллю.

Вироби Валентина Поліщука. Фото з книги

## Відзнаки
- Почесна відзнака Товариства Червоного Хреста Української РСР (1987, 1998).
- Нагрудний знак «Отличник гражданской обороны СССР» (1972).
- Ювілейна медаль Товариства Червоного Хреста Української РСР (1973).
- Значок «Отличник санитарной обороны СССР» (1973).
- Знак «Почетный донор СССР» (1976).
- Значок «Отличник здравоохранения» (1978).
- Значок «Лучший пропагандист СОКК и КП СССР (1985).
- Грамота Товариства Червоного Хреста СРСР (1989).
- Нагрудний знак «Ветеран советского Красного Креста» (1990).
- Почесний донор України (2009).
- Переможець акції "Самородки із народу" газети "Волинь-нова" (2012 р.)[2]

## Про творчість Валентина Поліщука
- Неймарк К. Шкатулка в кісточці вишні. Газ. Радянська Волинь, 11 січня 1976 р., с. 4.
- Неймарк К. Бочка в… пляшці. Журнал Ранок, 4/1980 р., с. 19.
- Неймарк К. Любешівські таланти. Газ. «Радянська Україна», 15 січня 1987 р., с. 3.
- Пінькевич О. Умілі руки майстра. Газ. Нове життя, 27 березня 1988 р.
- Любешівщина. Історико-краєзнавчий нарис. Упорядник П. Бущик. – Луцьк: Надстир’я, 1996. – (с. 139–140). ISBN 966-517-075-9.
- Кравчук П. А. Рекорди Волині 1998. – Любешів: Ерудит, 1999. – 206 с. ISBN 966-95453-0-7. (с. 166–168).
- Новосад І. Гордість товариства – ветерани. Газ. Наше здоров'я, квітень 1998 р.
- Згоранець О. Виготовив скрипку меншу за копійку. Газ. Сім'я і дім, 6 серпня 1998 р.
- Река В. Скрипка завбільшки із рисове зерня. Газ. Робітнича газета, 27 травня 1999 р.
- Крещук С. Захоплення. Газ. Волинь, 3 червня 2000 р.
- Некрот О. Бочка залізла у пляшку, а скрипка – у вишневу кісточку. Газ. Волинські губернські відомості, 5 жовтня 2000 р.
- Нагорний О. Чи можна бути багатим без грошей? Газ. Волинь, 24 жовтня 2000 р.
- Бартошик І. Звідки енергія і наснага? Газ. "Нове життя", 23 січня 2001 р., с. 6.
- Коломоец С. Скрипку в вишневой косточке волынский "левша" Валентин Полищук делал без увеличительных стекол и микроскопа! Газ. Факты, 1 октября 2003 г., с. 1, 5.
- Гарбарчук К. Скрипка… у вишневій кісточці. Газ. Вісник, 28 серпня 2003 р.
- Онищук С. Волинський лівша. Газ. Віче, 2 жовтня 2003 р.
- Рожко В. Духовні православні освітні заклади Волині Х–ХХ ст. Луцьк, Медіа, 203, 224 с.
- Бишевич П. К., Журавлюк І. С., Клубук П. А. Любешівщина: з глибин століть – у майбуття. Історико-краєзнавчий нарис. – Луцьк: Надстир’я, 2004. – (с. 197–198). ISBN 966-517-468-1.
- Кравчук П. А. Книга рекордів Волині. — Луцьк : Волинська обласна друкарня ; Любешів : Ерудит, 2005. — 304 с. — ISBN 966-361-079-4. (с. 217–218).
- Шмигін М. Нові витвори майстра мініатюри. Газ. Нове життя, 24 вересня 2005 р.
- Коломєєць С. В. Чудеса та сенсації Західної України: Публіцистика. – Луцьк: ПВД "Твердиня", 2006. (Сер. "Неймовірно, але факт!"). Стаття "Лівша", с. 110–113.
- Кравчук Н. Скрипка – у половинці вишневої кісточки… Газ. Високий замок, 27 квітня 2006 р.
- Шмигін М. Розп'яття помістив у пляшці. Газ. Вісник, 9 жовтня 2008 р.
- Степанян І. Державна санітарон-епідеміологічна служба Волинської області. Київ, 2009.
- Уліцький В. Скрипку помістив у… вишневій кісточці. Газ. Волинь, 31 грудня 2009 р.
- Зилінська В. Скрипка – у кісточці. Газ. Волинські новини, 28 січня 2010 р.
- Морозова Л. Умілець. Газ. Пенсійний кур’єр, 18 березня 2011 р.
- Уліцький В. Блохи не підкував, але "блошину" скрипку зробив! Газ. "Волинь-нова", 27 вересня 2012 р., с. 3.